# Lippentaster
Der Lippentaster (Palpus labialis; lat. von latein. labialis = „Lippen-“ und palpus = „Taster, Striegel“), auch Labialpalpus, ist ein beinartiger Palpus (Taster) an der Unterlippe (Labium) der Mundwerkzeuge der Insekten. Er stellt den Telepoditen dieses Organs dar und besteht in der Regel aus drei bis fünf Einzelgliedern. Am Mentum kann er dem Palpiger aufsitzen.
Der Taster kann art- und gruppenabhängig sehr unterschiedlich ausgebildet sein und auch fehlen.

## Belege
1. ↑  
Labialpalpus. In: Herder-Lexikon der Biologie. Spektrum Akademischer Verlag, Heidelberg 2003, ISBN 3-8274-0354-5.
2. ↑  
Gerhard Seifert: Entomologisches Praktikum. Georg Thieme Verlag, Stuttgart 1975, ISBN 3-13-455002-4, S. 266.
3. ↑  
Willi Hennig: Wirbellose II. 5. Auflage. Gustav Fischer Verlag, Jena 1994, ISBN 3-334-60936-7, S. 198–199, 224, 230, 237.